# 室戶阿南海岸國定公園
室戶阿南海岸國定公園（日语：／ Murotoanan kaigan kokutei kōen），是位在日本四國南側海岸的國定公園，範圍跨越高知縣和德島縣。成立於1964年6月1日，總面積達6,225公頃。

## 主要景點
- 室戶岬
- 千羽海崖
- 蒲生田岬
- 日和佐海岸
- 大里松原海岸

## 關連市町村
- 高知縣 - 室戶市、東洋町
- 德島縣 - 阿南市、牟岐町、美波町、海陽町

## 關連項目
- 國定公園

## 外部連結
- （日語）高知県の自然公園
- （日語）徳島県の自然公園